# Fechtart
Fechtart (Fechtweise) ist die einem Heer, einer Truppengattung oder einem Volk eigentümliche Art zu kämpfen, sowohl in Bezug auf die Gliederung des Heeres an sich als auch auf die Zusammenordnung der einzelnen Kämpfer zueinander wie letztlich im Gebrauch der Waffe selbst. Die Fechtart bestimmt die militärischen Operationen und wird als Teil der Taktik angesehen.
Die Fechtart entwickelte sich, als die Gefechte nicht mehr aus lose zusammenhängenden Einzelkämpfen bestanden. Später wurde sie mehr und mehr Bestandteil der militärwissenschaftlichen Auseinandersetzung und des Studiums. Die Fechtart findet ihren Ausdruck zunächst in den Exerzierreglements und dann gegebenenfalls im Gefecht.

## Allgemein
Die modernen Fechtarten sind gekennzeichnet durch die meist große Distanz zwischen der Waffe und dem Ziel, auf das sie wirkt.
Jede Waffe hat ihre eigene Fechtart, welche sich mit der Vervollkommnung der Waffe ändert, und überdies ist auch der Kulturzustand wie der Charakter eines Volkes bestimmend für seine Fechtart. Die Fechtart bildet einen wesentlichen Teil der Taktik, in welche auch die Bewegung der Truppen auf dem Gefechtsfeld inbegriffen ist. Die Begriffe Fechtart und Taktik decken sich also umso mehr, je mehr die Gefechtsbewegungen zurücktreten. Die Truppenbewegungen auf dem Gefechtsfeld sind aber zunächst bedingt durch die Wirkung der Fernwaffen; je weiter sie reichen, umso früher beginnt der eigentliche Kampf als Feuergefecht, und desto weitere Wege sind zurückzulegen, um mit dem Bajonett an den Feind zu kommen. Je größer die Treffsicherheit und Schussweite der Feuerwaffen sind, umso mehr wird man sich gegen ihre Wirkung zu schützen suchen, sowohl durch Benutzen von Deckungen als durch Auflockern der Kämpferlinien und Aufstellen derselben in mehr oder weniger weiten Abständen hintereinander, in zerstreuter Fechtart. Nichts ist gefährlicher als in geschlossener Ordnung in den Schussbereich der Artillerie zu kommen. Je tiefer die Glieder hintereinander und je näher die Rotten nebeneinander stehen, umso verheerender wird die Wirkung einschlagender Granaten sein. Die zerstreute Fechtart zwingt wiederum die Artillerie zu ausgedehnterer Anwendung des Schrapnells.

## Geschichte
Wenn auch die Völker des Altertums mit Fernwaffen, Bogen, Schleuder, Wurfspieß, kämpften, konnte deren Wirkungsweise bei dem gebräuchlichen Schuss der Streiter durch Schild und Harnisch doch nicht eine zerstreute Fechtart im modernen Sinn hervorrufen, obgleich die Schlacht durch zerstreute Fechter eröffnet wurde. Der eigentliche Kampf der Waffen war ein Nahkampf mit Spieß und Schwert in geschlossener Ordnung. Die Grundform der griechischen Schlachtordnung war die Phalanx; die einzelnen Heerhaufen standen in einer Linie nebeneinander, die Reiter und die Leichtbewaffneten, Bogen, Wurfspieß, Schleuder führend, auf den Flügeln; letztere eröffneten zerstreut, unseren Schützenlinien vergleichbar, das Gefecht; ihnen folgte die schwer bewaffnete Hoplitenphalanx, deren Stoßkraft bei der Geschlossenheit der großen Waffen eine gewaltige war. Die Reiterei, im griechischen Gebirgsland schwer verwendbar, blieb für den Kampf von untergeordneter Bedeutung, bis sie Alexander der Große zu glänzender Entwicklung führte. Obgleich die griechischen Heere in ihrer wohlgeordneten Gliederung den unbeholfenen persischen Heerhaufen taktisch überlegen waren, fehlte ihnen doch für ein besseres Ausnutzen günstiger Gefechtsmomente die nötige Beweglichkeit, in welcher Richtung Epameinondas in der Schlacht bei Leuktra 371 v. Chr. mit seiner schiefen Schlachtordnung den ersten entscheidenden Schritt tat. Er teilte sein Heer in einen Offensiv- und einen Defensivflügel, bildete den ersteren aus den besten Truppen in tiefer Phalanx, den letzteren aber aus kleinen flachen Kolonnen, die er, gleichsam als Reserve, als ein zweites Treffen zurückbehielt, während jene zum Angriff vorgingen. Die Stoßtaktik, die so zu hoher Entwicklung gelangte, erreichte unter Alexander, der eine zahlreiche Reiterei in ausgezeichneter Weise verwendete, die höchste Blüte, kam aber unter seinen Nachfolgern in Verfall. Die Griechen unterlagen den Römern, die Phalanx der Legion. Die Legionarstellung, die Grundlage der römischen Schlachtordnung des 2. und 1. Jahrhunderts v. Chr., war eine Treffenstellung.

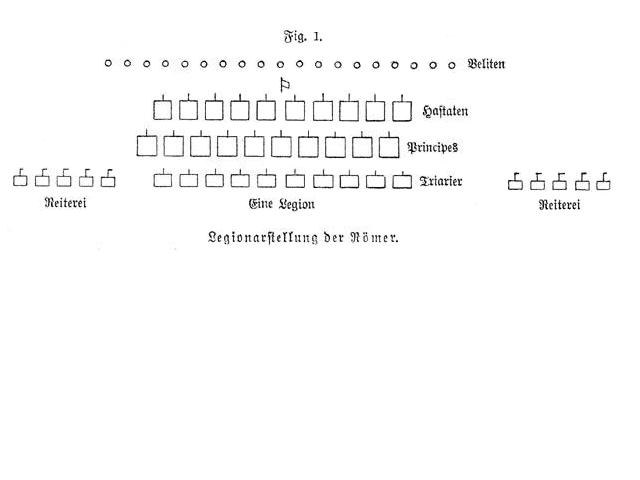
Legionarstellung

 Vor der Front kämpften die Veliten, mit Bogen oder Wurfspieß bewaffnetes leichtes Fußvolk, in zerstreuter Fechtart. Hinter ihnen standen in drei Treffen schachbrettförmig, mit 30–50 Schritt Abstand, zunächst die Hastaten, mit zwei Wurfspießen, Schwert und Dolch bewaffnet und leicht geharnischt, hinter ihnen die Principes mit dem Pilum (Wurfspieß) und im dritten Treffen die Triarier, die Veteranen, mit der 4 m langen Pike (Hasta) ausgerüstet, beide schwer geharnischt. Die Hastati und Principes waren, unsern Kompanien vergleichbar, in Manipeln zu 100, die Triarier zu 60 Mann geteilt, 3 Manipeln bildeten eine Kohorte, 10 Kohorten eine Legion. Die Veliten wurden der eigentlichen Stärke der Legion nicht zugerechnet, sie zogen sich nach Eröffnung des Kampfes auf die Flügel der Stellung, die Hastaten rückten vor, warfen aus naher Entfernung ihr Pilum und griffen zum Schwerte, dann folgten ihnen die Principes. Die Triarier, welche während des Kampfes ruhten, griffen nur im Notfall ein, um die Entscheidung herbeizuführen. Die Reiterei, in 10 Turmen zu je 30 Mann geteilt, stand auf den Flügeln der Legion und wurde erst später von den Römern mehr geschätzt und in größeren Massen verwendet, als die Hilfsvölker sie stellten. Mit dem Verfall des römischen Reichs verfiel auch seine Kriegskunst; die Aufstellung näherte sich mehr und mehr den tiefen Haufen der Phalanx, ging dann zu einer solchen in zwei flachen Treffen über, welche aber auch von den zahlreichen Katapulten und Ballisten, unserer heutigen Feldartillerie vergleichbar, den erhofften Zuwachs an Kampfstärke nicht gewann, um den Heeren der Germanen Widerstand leisten zu können. Die Germanen kämpften in tiefen, nach Stammesgenossenschaften geordneten Heerhaufen.
Später entwickelte sich aus dem Lehnswesen das Rittertum, allezeit kampfbereit, dessen gepanzerte Reiter mit Lanze, Schwert und Streitkolben in tiefen Geschwadern kämpften. Ihrem Anlauf mit der Lanze folgte der Einzelkampf. Dem bis zum 13. Jahrhundert auch in den Kreuzheeren auftretenden Fußvolk, aus den Hörigen der Ritter oder Söldnern bestehend, mangelte eine geregelte Fechtart. Unter dem Zwang der technisch vervollkommneten Fernwaffen, Bogen und Armbrust, wie der blanken Waffen wurde der Panzer immer stärker, der Reiter immer schwerfälliger und unbeholfener für den Kampf.
Die aufblühenden Städte des Hansabundes, vor allem aber die Schweizerische Eidgenossenschaft, schufen im 14. und 15. Jahrhundert aus dem Bürgertum heraus ein neues Fußvolk, welches mit Hellebarde und Pike den Ritter vom Pferd zwang und, nachdem die Handfeuerwaffen und Geschütze in immer größerer Zahl auf den Schlachtfeldern erschienen, auch den Panzer beseitigte. Die großen, 3–4000 Mann starken Gevierthaufen der Schweizer wurden kleiner bis zu 1000 Mann bei den Landsknechten. Vor ihnen eröffneten die verlorenen Knechte mit Arkebuse und Muskete das Gefecht und zogen sich vor dem Angriff der Reiter unter den Schutz der Spieße des hellen Haufens zurück. Dieser machte gegen Kavallerie den Igel, dem späteren Karree vergleichbar, wobei die Spieße, schräg nach außen gerichtet, mit dem Schuh in die Erde gestemmt wurden. Die zunehmende Wirkung der Feuerwaffen zwang zu flacherer Aufstellung und der Geist der Offensive zu beweglicherer Formation. Moritz von Oranien gliederte sein Fußvolk in Bataillone zu 500 Mann (Fig. 2). Gustav Adolf ging noch weiter; die Brigade, aus 3 Bataillonen zu 4 Fähnlein bestehend, wurde seine eigentliche Gefechtseinheit. Sie stand in zwei Treffen und sechs Gliedern formiert (Fig. 3), die Reiterei in kleinen Geschwadern auf den Flügeln. Die seit Mitte des 15. Jahrh. in der Feldschlacht auftretende Artillerie war inzwischen manövrierfähiger geworden und von Gustav Adolf in kleinen Kalibern dem Fußvolk als Regimentsstücke zugeteilt.
Geschütze und Handfeuerwaffen wurden immer zahlreicher, und Anfang des 18. Jahrh. war die Pike aus den größeren Heeren verdrängt. Friedrich II. stellte die Infanterie in drei Gliedern auf. Wenn die Gegner in langen, geraden Linien (daher Lineartaktik), Schulter an Schulter sich bis auf 200 Schritt genähert hatten, überschüttete man sich mit Salven, die zug- (Peloton, s. d.) oder rottenweise (Heckenfeuer) abgegeben wurden. Wer am schnellsten feuerte, hatte die meiste Aussicht auf Erfolg. Die preußische Infanterie erreichte fünf Salven in der Minute. In den Feuerpausen näherte man sich und suchte den Gegner durch Feuer zum Weichen zu zwingen; gelang dies nicht, so folgte der Bajonettangriff. 300 Schritt hinter dem ersten stand das zweite Treffen in Linie. Gegen Kavallerieangriffe wurde Karree formiert. Die Reiterei erhielt durch Friedrich II. einen heute kaum wieder erreichten Grad taktischer Ausbildung. Mit Säbel, Pistole und Karabiner bewaffnet, sollte sie vorzugsweise durch die Kraft ihres Anlaufs und den Gebrauch ihrer blanken Waffe gegen Kavallerie wirken, aber auch die Infanterie im Aufrollen feindlicher Linien unterstützen; auch im Fußgefecht war sie geübt. Um mit ihr gemeinsam zu kämpfen, schuf Friedrich der Große 1759 die reitende Artillerie, mit 6-pfündigen Kanonen bewaffnet, während die Infanterie 3-pfündige Bataillonsgeschütze führte. Die Fußartillerie, welche 6-, 12- und 24-Pfünder führte, eröffnete, in Batterien vereinigt, das Gefecht. Man bevorzugte ebenes Terrain, weil es die Bewegung langer, geschlossener Linien begünstigte.
Mit dem Ende des 18. Jahrhunderts beginnt die Epoche der zerstreuten Fechtart. Sie kam aus Nordamerika, wo bei Beginn des Befreiungskriegs die Landleute in naturwüchsiger Weise das Gefecht in dieser Form gegen die britischen Truppen begannen. Dies Beispiel fand erfolgreiche Nachahmung bei den Franzosen in ihren Revolutionskriegen und zwang deren Gegner zu gleicher Fechtart. Die mit gezogenen Gewehren (Büchsen) bewaffnete Infanterie eröffnete als Voltigeure das Gefecht in aufgelöster Linie unter Benutzung der Deckungen, die das Terrain bot. Hinter ihr standen als Rückhalt die geschlossenen Abteilungen in Kolonnen. Dem durchschnittenen Terrain ging man jetzt nicht mehr aus dem Weg, sondern suchte es der Deckung wegen, ebenso wie die Wälder und Dörfer, auf. Hiermit trat die Bedeutung der Kavallerie für den Kampf zwar zurück, aber es bahnte sich gleichzeitig ihre Verwendung für den Aufklärungs- und Sicherheitsdienst an, die erst im Verlauf des Deutsch-Französischen Kriegs 1870/71 zu voller Geltung gekommen ist.
Zu immer weiterer Durchführung und Ausbildung kam die zerstreute Fechtart infolge Einführung der Hinterladungsgewehre und durch die in technischer Beziehung so außerordentlich vervollkommnete Artillerie, die an Schnelligkeit und Manövrierfähigkeit hinter der Kavallerie nicht zurückblieb, und im Verein mit ihrer in gleicher Weise verbesserten Munition gewann sie eine so gewaltige Wirkung und Gefechtsstärke, dass sie seit 1870 als dritte Hauptwaffe ebenbürtig neben die Infanterie und Kavallerie trat. Sie eröffnet schon auf weiten Entfernungen das Gefecht gegen die feindliche Artillerie und die sich entwickelnde Infanterie. Diese nimmt, sobald sie in den feindlichen Feuerbereich kommt, in der Ebene 600–700 m vom Feinde, die zerstreute Ordnung an. Der Schützenlinie (Fig. 4) folgen auf etwa 150 Schritt kleine Unterstützungstrupps, 100 Schritt hinter diesen ein Vortreffen und etwa 150 Schritt dahinter das Haupttreffen (erstes Treffen), der Rest der Bataillone, in Linie oder Doppelkolonne; je 150–300 Schritt rückwärts folgen ein zweites Treffen und die Reserve. Diese. Abstände werden sich, je nach den Terrainverhältnissen, häufig vergrößern, wenn die Rücksicht auf Deckung unter lebhaftem feindlichem Feuer dies erfordert. Dagegen werden sie in Verteidigungsstellungen häufig sich vermindern. Unter sprungweisem Vorgehen im Laufschritt, Niederlegen und Feuern wird das Vortreffen in die Schützenlinie geführt, sobald dieselbe auf etwa 200–300 Schritt an den Feind gekommen ist, nach kurzem Schnellfeuer bricht es dann im Sturmschritt hervor gegen den Feind; wartet dieser den Anprall ab, so kommt es zum Handgemenge. Der Sieger verfolgt den Weichenden durch Schützenfeuer. Bei der Verteidigung liegt die vordere Linie feuernd in Schützengräben oder hinter natürlichen Deckungen; Unterstützungstrupps befinden sich nicht fern hinter ihnen; die rückwärts aufgestellten Kompanien treten erst gegen den letzten Anlauf des Feindes in Tätigkeit.
Die Kavallerie findet ihre Hauptaufgabe, wie erwähnt, im Aufklärungs- und Sicherheitsdienst und ist durch ihre Bewaffnung mit dem Karabiner und Übung im Fußgefecht befähigt worden, sich selbst gegen feindliche Unternehmungen an Brücken, Engwegen, Wäldern etc. zu schützen und Bahn zu brechen. Die Gefechtsform der Kavallerie ist die Linie. Die Kavalleriedivisionen bestehen in Deutschland und Frankreich aus 6, in Russland und Österreich aus 4 Regimentern, von denen je 2 eine Brigade bilden. Jeder Division sind 3 reitende Batterien zugeteilt. In der Schlacht ist die Angriffsform der Kavallerie die Attacke.
Die Feldartillerie tritt in großen Massen (Massentaktik) auf, beginnt ihr Feuer auf 2000–2500 m mit Granaten und geht staffelweise in eine zweite Stellung auf etwa 1200 m vor, um den Feind zu erschüttern. An der Verfolgung hat sie den großen Anteil, da sie, ohne ihre Stellung zu wechseln, dem weichenden Feind ihr Feuer auf 4000–5000 m nachschicken kann.